# Piotr Kuryło
Piotr Kuryło (ur. 24 lipca 1972 w Prusce Wielkiej) – polski maratończyk i ultramaratończyk. Laureat Kolosa 2011 za „wyczyn roku” – przebiegnięcie wokół kuli ziemskiej (przez Europę, Stany Zjednoczone, Rosję, łącznie ok. 20 tys. km).

## Osiągnięcia sportowe
Czterokrotnie uczestniczył w Spartathlonie (ultramaratonie na dystansie 246 km, z Aten do Sparty), w 2007 zajął 2 miejsce pokonując trasę w czasie 24:29:41 i przegrywając tylko ze Scottem Jurkiem.
Przebiegł Polskę ze wschodu na zachód (z Terespola do Frankfurtu nad Odrą, start 1 stycznia 2007), oraz z północy na południe (z Jastrzębiej Góry do Zakopanego). Samotnie przebiegł w 42 dni (start 28 lipca 2007) z Augustowa do Grecji przez Polskę, Czechy, Węgry i Serbię (ponad 4000 km).
W czerwcu 2008 roku w Krakowie uczestniczył w I Mistrzostwach Polski w Biegu 24-godzinnym, w czasie których pokonał 196 km i 415 m, zajmując 7. miejsce.
W 2008 roku w ciągu 53 dni przebiegł, „ciągnąc za sobą mieszkalny wózek”, z Fatimy w Portugalii (start 15 marca) przez Lourdes i Częstochowę do Studzienicznej w Polsce.
„Bieg dla pokoju”, obiegnięcie kuli ziemskiej, rozpoczął 7 sierpnia 2010 roku z Augustowa i ukończył 6 sierpnia 2011 na Rynku w Augustowie. Biegł samotnie bez wsparcia, w Europie ciągnąc za sobą specjalny wózek z ekwipunkiem i kajakiem. Utracił go wraz z całym ładunkiem czasie przeprawy przez rzekę Tag w Portugalii, niedaleko Lizbony. Następnie z Lizbony przeleciał do Nowego Jorku, skąd dzięki wsparciu przedstawicieli Kongresu Polonii Amerykańskiej (zwłaszcza Polish American Sports Association) ruszył dalej z nowym wózkiem i ekwipunkiem. Biegł przez 13 stanów, m.in. New Jersey, Pensylwanię, Zachodnią Wirginię, Ohio, Indianę, Illinois, Oklahomę, Nowy Meksyk, Arizonę do Kalifornii. 5 lutego 2011 r. przebiegając przez Golden Gate Bridge w San Francisco, zakończył amerykański etap podróży. Następnie odwiedził Chicago, a 19 lutego był gościem gali turnieju golfowo-tenisowego ”POLONIA OPEN 2011” w Palm Beach na Florydzie, a następnie spotykał się z Polonią w Nowym Jorku, gdzie był m.in. gościem honorowym II Balu Sportu zorganizowanego 5 marca 2011 roku przez Polish American Sports Association w Brooklynie.
Ze Stanów Zjednoczonych przeleciał do Pekinu, a następnie do Władywostoku, skąd wyruszył w dalszy bieg 28 marca 2011 r. Przez Rosję przebiegł w 120 dni, po drodze odwiedzając Kazachstan. Ok. 20 lipca 2011 zaczął ostatni etap z Moskwy do Augustowa. Porównywany był do Forresta Gumpa.
Swoją podróż Kuryło opisał w książce „Ostatni Maraton”, wydanej w 2012.

## Nagrody
Na 14. Ogólnopolskich Spotkaniach Podróżników, Żeglarzy i Alpinistów w Gdyni w ramach „Kolosów 2011” otrzymał również Nagrodę Publiczności za najlepszą prezentację oraz Nagrodę Dziennikarzy.

## Życie prywatne
Jest żonaty, ma dwie córki.

## Publikacje
- Piotr Kuryło: Ostatni maraton. Gliwice: Bezdroża/Helion, 2012. ISBN 978-83-246-5124-5. Brak numerów stron w książce